# Riaz
Riaz é uma comuna da Suíça, no Cantão Friburgo, com cerca de 1.880 habitantes. Estende-se por uma área de 7,78 km², de densidade populacional de 242 hab/km². Confina com as seguintes comunas: Bulle, Echarlens, Marsens, Sâles, Vaulruz, Vuadens.
A língua oficial nesta comuna é o Francês.